# Museo diocesano tridentino (Villa Lagarina)
La sezione di Villa Lagarina, facente parte del museo diocesano tridentino di Trento è stata realizzata in accordo con il comune e la parrocchia di Villa Lagarina, con sede nel palazzo dove nacque l'architetto Adalberto Libera (XVIII secolo).
Il museo presenta le opere d'arte e la suppellettile liturgica donata alla pieve di Santa Maria Assunta dalla nobile famiglia Lodron, alla quale spettava il diritto di patronato sulla chiesa di Villa Lagarina, dal 1561 al 1804.

## Opere
L'itinerario museale si sviluppa su tre livelli: il piano nobile, il secondo piano e il terzo piano.

### Piano nobile
Al piano nobile sono esposte dipinti, sculture lignee, paramenti sacri, camici, arredi liturgici, oreficerie e biancheria per altare, fra cui:
- Una dalmatica (XV - XVI secolo) in velluto rosso;
- La croce astile (1519), realizzata da Antonio Guerini;
- Madonna (1520 - 1530 circa), scultura lignea, della bottega bresciana degli Olivieri;
- La cosiddetta pianeta del Crocifisso (1574), dono di Antonio Lodron;
- Il messale (1592), con legatura di fattura salisburghese, che reca lo stemma di Antonio Lodron e della famiglia della madre, Maddalena Bagarotto;
- La pisside (inizi del XVII secolo), in argento dorato, di Hans Endres, orafo di Salisburgo;
- I ritratti della famiglia Lodron, commissionati da Carlo Ferdinando Lodron (1663 - 1730).

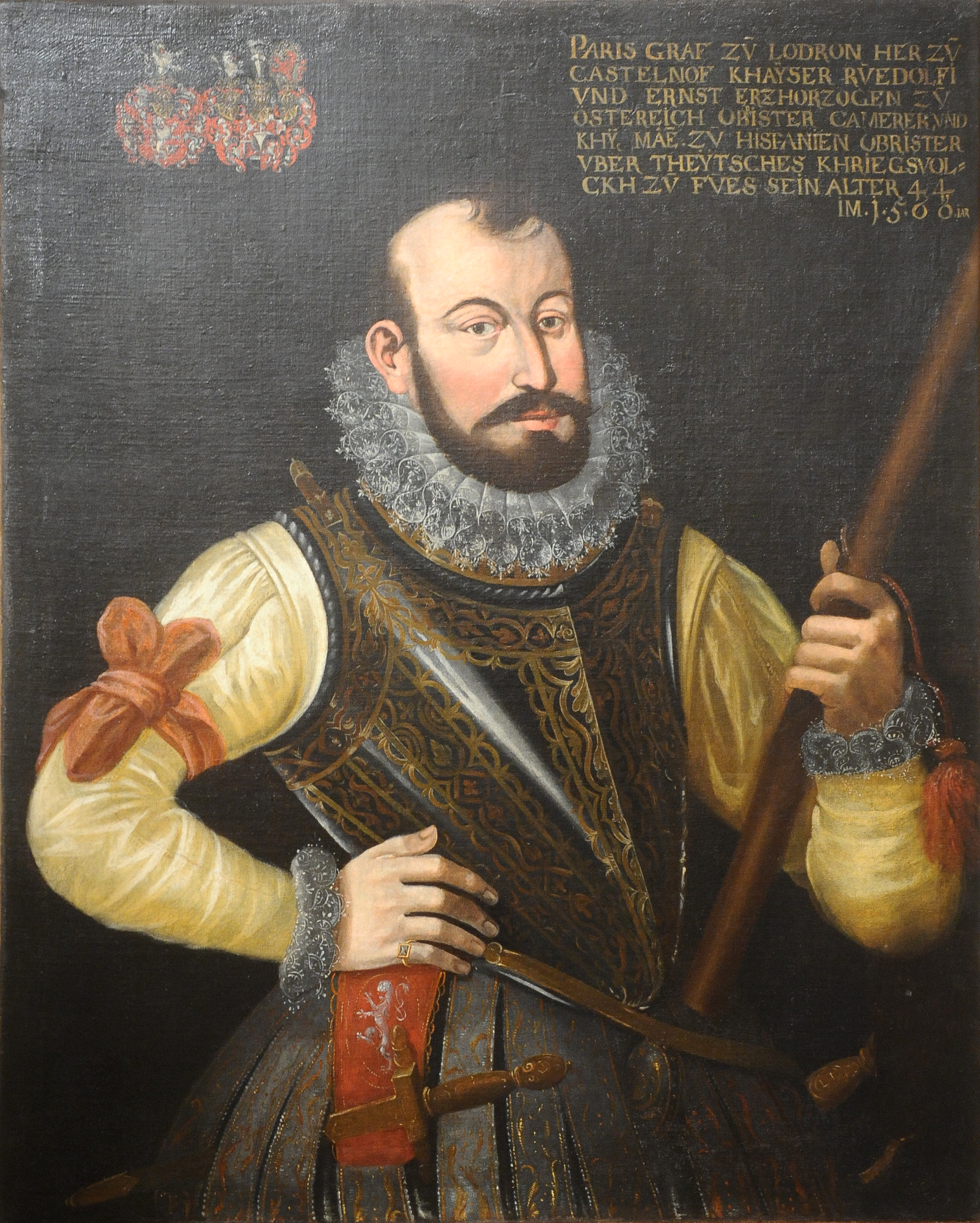
Ignoto pittore trentino, Ritratto di Paride Lodron senior, sec. XVI (nono decennio), olio su tela
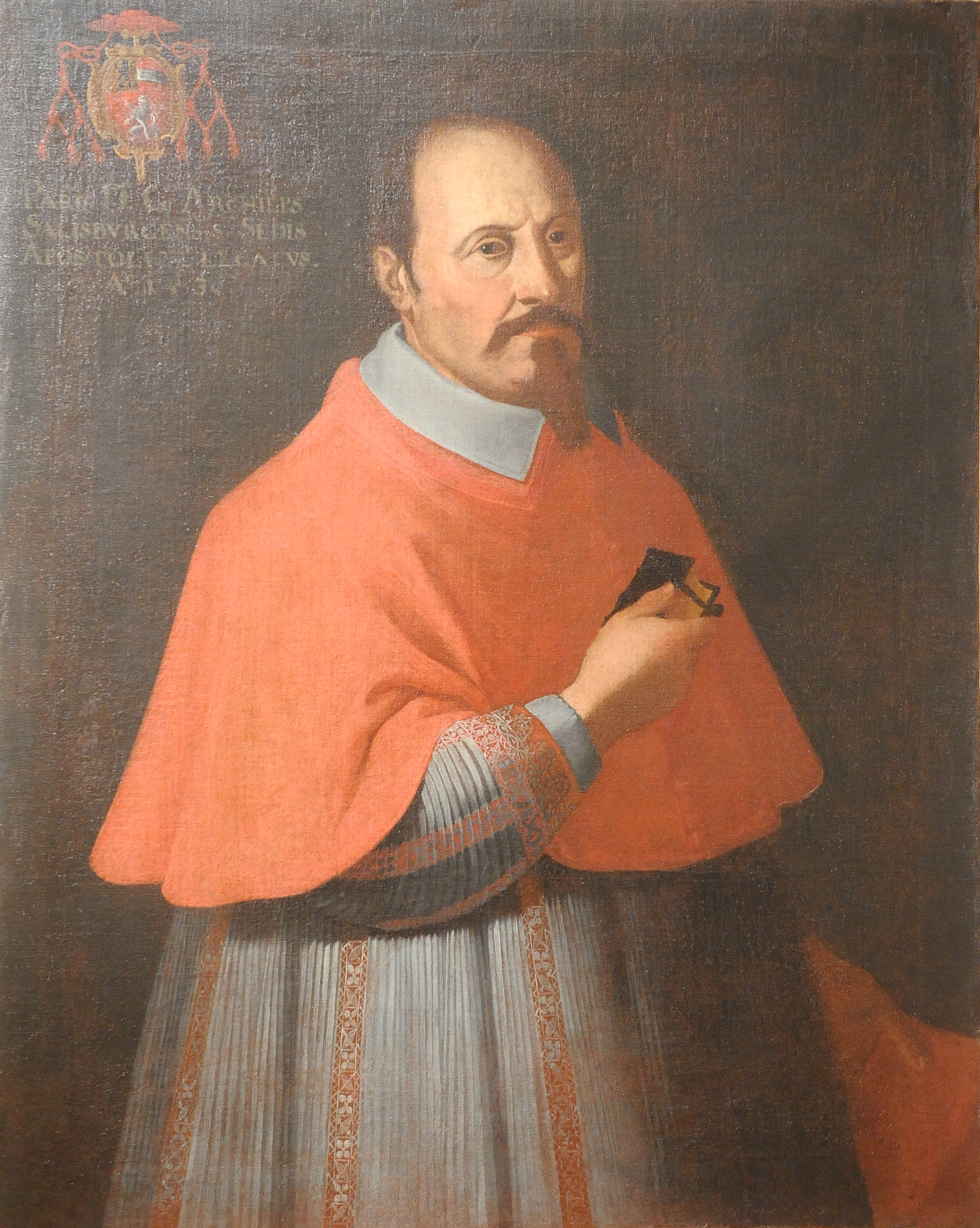
Ignoto pittore (trentino?), Ritratto di Paride Lodron arcivescovo di Salisburgo, sec XVII (dopo il 1619), olio su tela
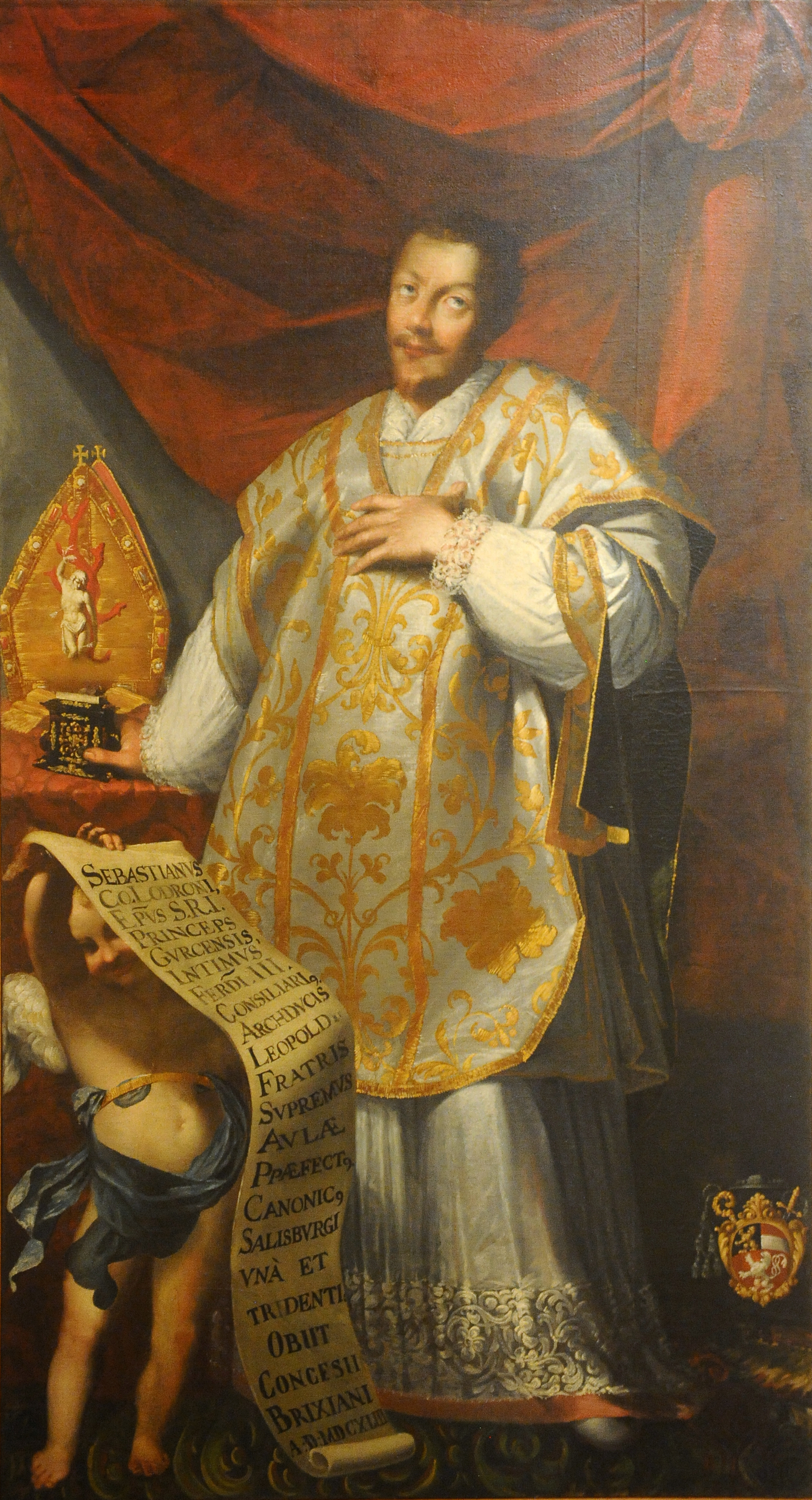
Nicolò Dorigati, Ritratto di Sebastiano Lodron, sec. XVII (documentato al 1693), olio su tela
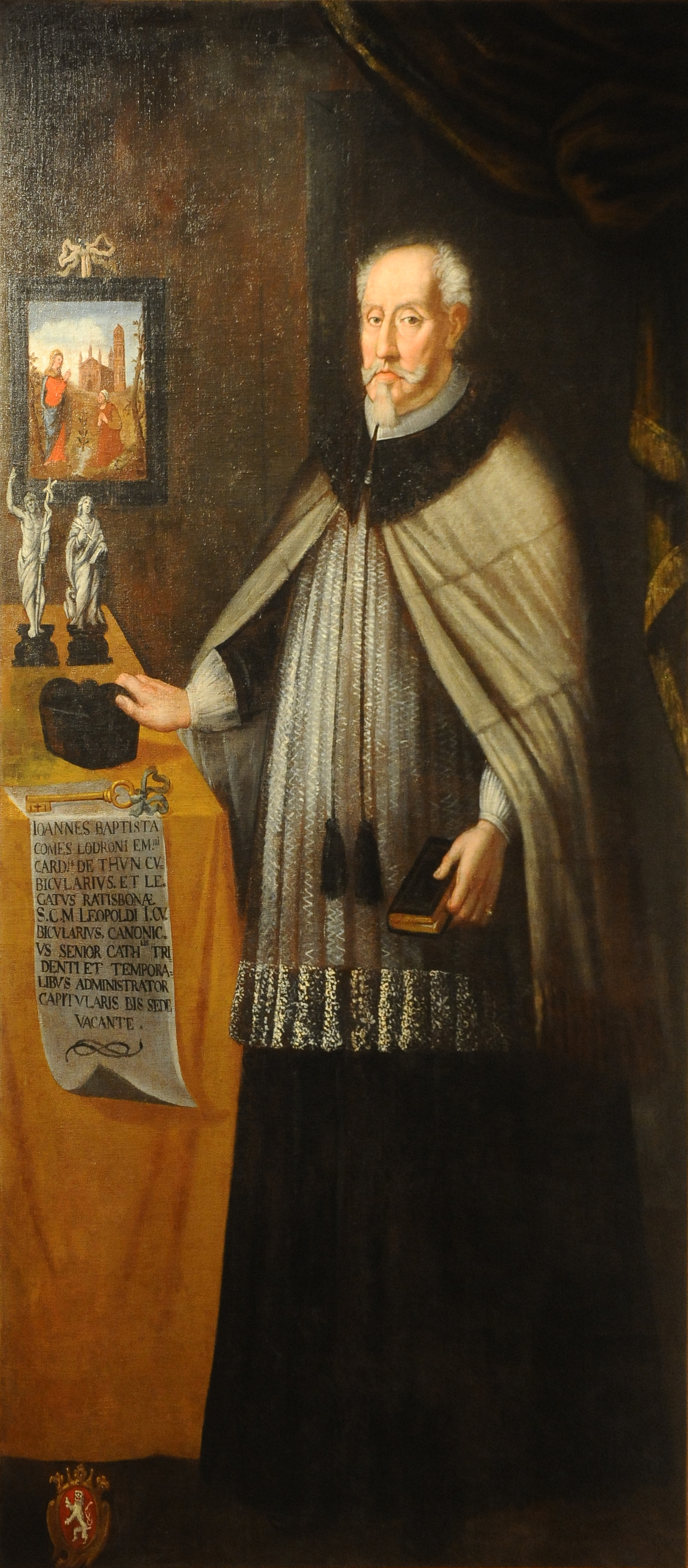
Bottega di Nicolò Dorigati, Ritratto di Giovanni Battista Lodron, sec. XVIII (primo decennio), olio su tela

### Secondo piano
Al secondo piano sono conservati:
- Paramenti liturgici (XVI - XVII secolo);
- Suppellettile liturgica (XVIII secolo) realizzata ad Augusta, importante centro di produzione orafa al quale si rivolgeva frequentemente la committenza nobilare trentina;
- Un armadio-archivio con stemma dei Lodron (1692), realizzato da Giordano Issach su commissione di Carlo Ferdinando Lodron e destinato a contenere i documenti relativi alla vita della pieve e delle chiese da essa dipendenti;
- Acquaforte colorata raffigurante il Trasporto delle reliquie di San Ruperto e San Virgilio nella cattedrale di Salisburgo, avvenuto in occasione della consacrazione del ricostruito duomo di Salisburgo. L'opera fu commissionata da Paride Lodron, che promosse la ricostruzione di questo edificio sacro;
- Documenti d'archivio parrocchiale che illustrano le fasi costruttive dell'edificio sacro o specifiche committenze;
- Una serie di cinque dipinti (primo quarto del XVIII secolo), realizzati a Roma, raffiguranti le Funzioni papali, portati nel 1717 a Villa Lagarina da Carlo Ferdinando Lodron.

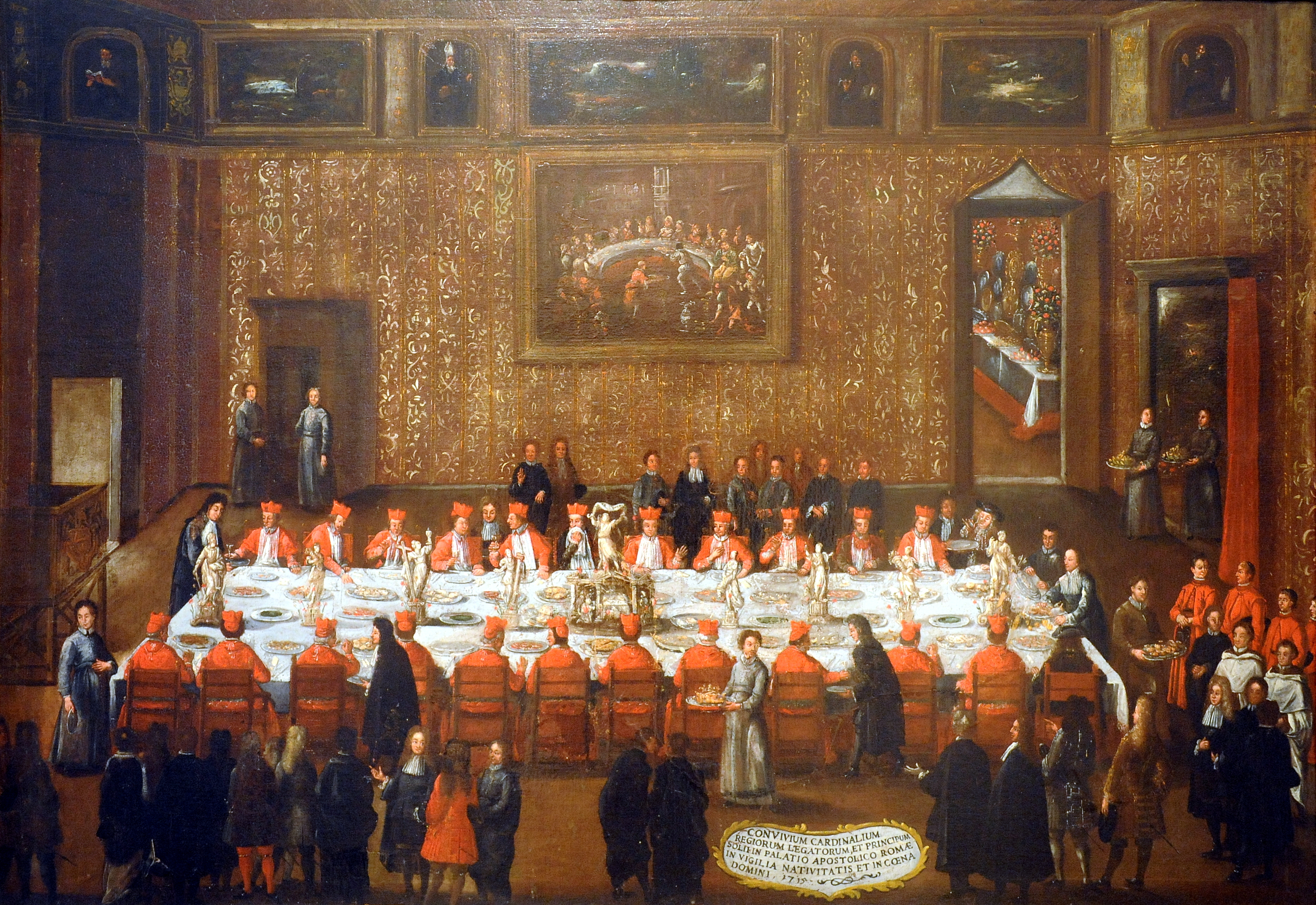
Convivio di cardinali
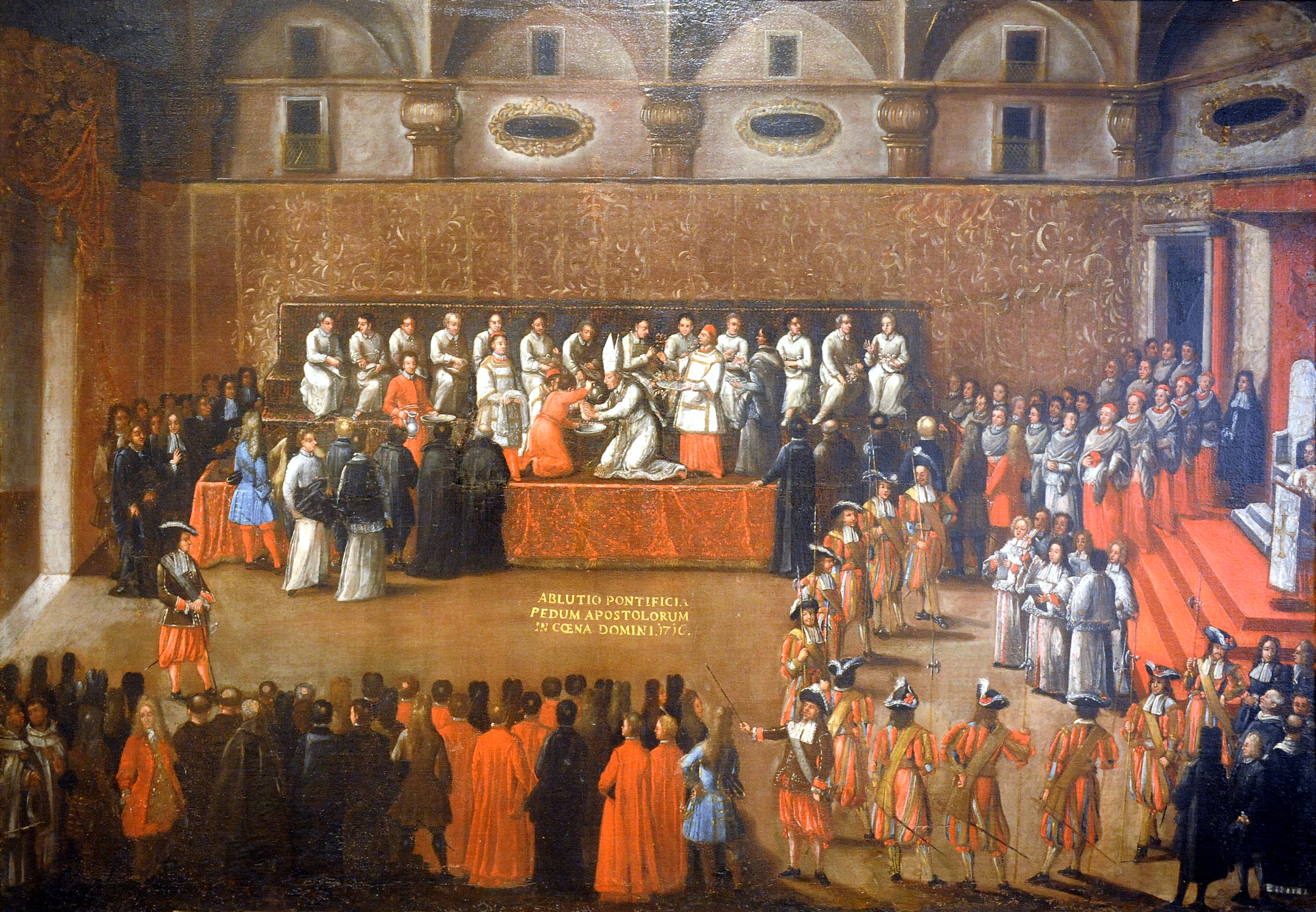
Lavanda dei piedi
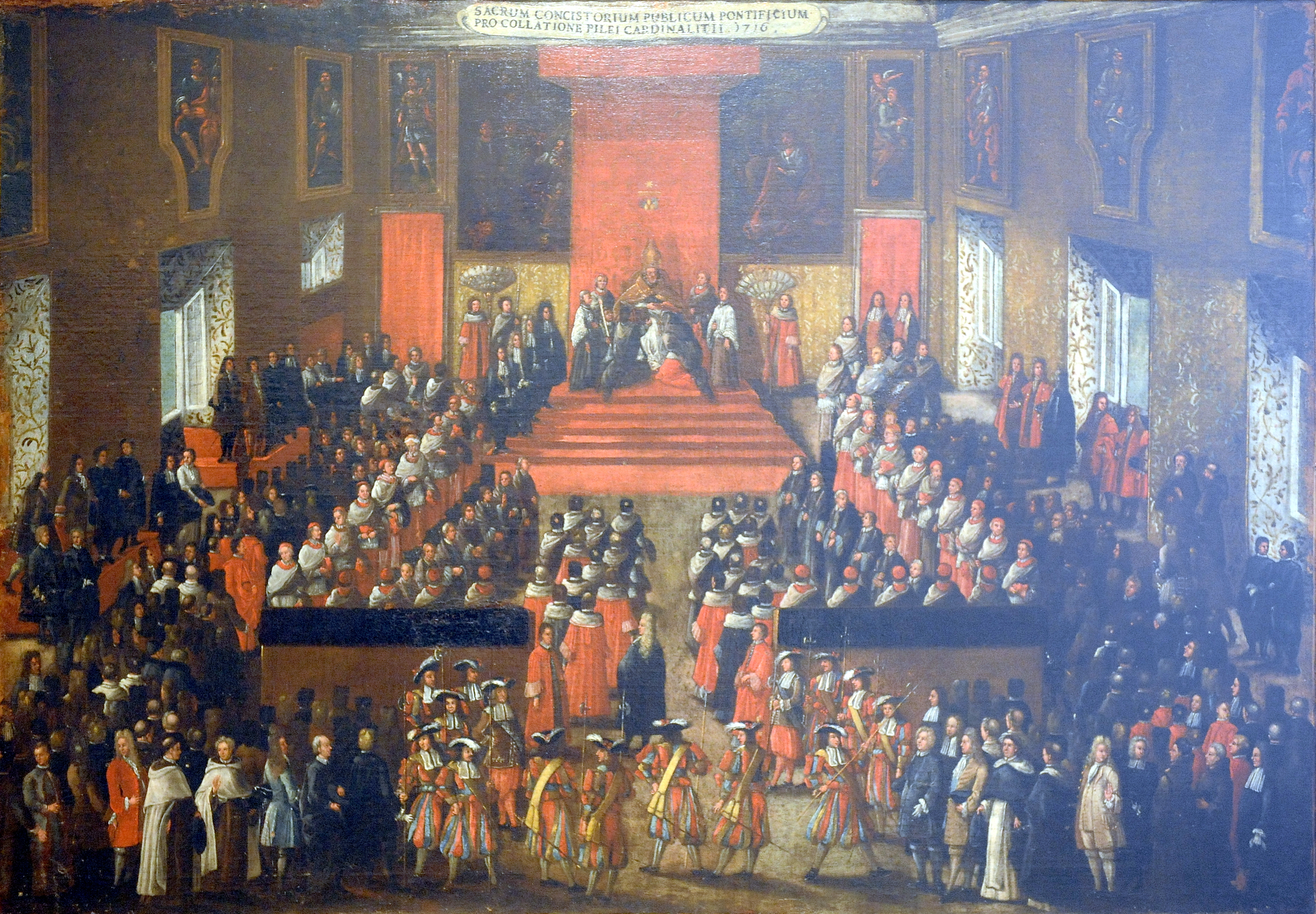
Sacro concistoro

### Terzo piano
Il terzo piano presenta parati (XVIII secolo) con gli stemmi gentilizi della famiglia Lodron, fra cui spicca in particolare:
- Il parato, donato da Carlo Ferdinando Lodron, in raso bianco e taffetas ricamati in oro con inserti in argento e sete policrome.